# بیل هیلی
بیل هِیلی (انگلیسی: Bill Haley; ۶ ژوئیهٔ ۱۹۲۵ – ۹ فوریهٔ ۱۹۸۱) موسیقی‌دان راک اند رول اهل ایالات متحده آمریکا بود. او از سوی بسیاری به‌عنوان نخستین هنرمندی که راک اند رول را در اوایل دهه ۱۹۵۰ محبوب کرد، شناخته می‌شود. بیل هِیلی با گروه خود، «بیل هیلی و ستارگان دنباله‌دارش» (Bill Haley & His Comets)، ترانه‌های پرطرفداری با فروش میلیونی همچون «Rock Around the Clock", "See You Later, Alligator", "Shake, Rattle and Roll", "Rocket 88» و «Skinny Minnie» خلق و روانهٔ بازار کرد. بیش از ۲۵میلیون نسخه از آثار او فروش رفته‌است.